# Григорів Роман Романович
Роман Григорів (нар. 15 травня 1984, Івано-Франківськ) — український композитор, музикант, автор опер, камерних, вокальних та симфонічних творів, музики до вистав та кіно, Лауреат Національної шевченківської премії. Композитор, диригент та виконавець формації NOVA OPERA (2015—2020[коли?]). Співзасновник (разом із композитором Іллєю Разумейко) лабораторії сучасної опери Opera Aperta. Засновник та президент міжнародного фестивалю сучасного мистецтва PORTO FRANKO м. Івано-Франківськ.

## Життєпис

### 1984—2007
Роман Григорів народився 15 травня 1984 року в Івано-Франківську. Почав займатися музикою у віці 15 років з гри на електрогітарі та участі в якості гітариста в гуртах «Карна» та «Que Pasa».  Закінчив Івано-Франківський інститут мистецтв. 

### 2007—2012
З 2007 року вивчав композицію у Національній музичній академії України у класі Ганни Гаврилець і факультативно — диригування у класі Володимира Сіренка. Дипломною роботою став твір "De Profundis" для хору та солістів та великого симфонічного оркестру. У 2010 році, під час навчання в консерваторії, разом із композитором  Іллєю Разумейко та дизайнером Ярославом Зенем заснував міжнародний фестиваль сучасного мистецтва PORTO FRANKO в Івано-Франківську. З 2011 року Григорів працює композитором та артистом Національного Президентського оркестру України.

### 2012—2015
Після закінчення консерваторії вступає до аспірантури та продовжує працювати в Національному Президентському оркестрі України на посаді музичного керівника оркестру. Паралельно працював артменеджером міжнародних фестивалів «O-Fest» 2013, 2014, 2015 в Києві на базі Київського театру оперети. Як композитор та організатор реалізує ряд проектів в Китаї та США: «MOZ-ART 2014» в Шеньчжені, «Music from Europe» 2015, 2016 в Пекіні, «Ukrainian Elegy» 2015 в Нью-Йорку. З 2014 року є членом Національної спілки композиторів України. 

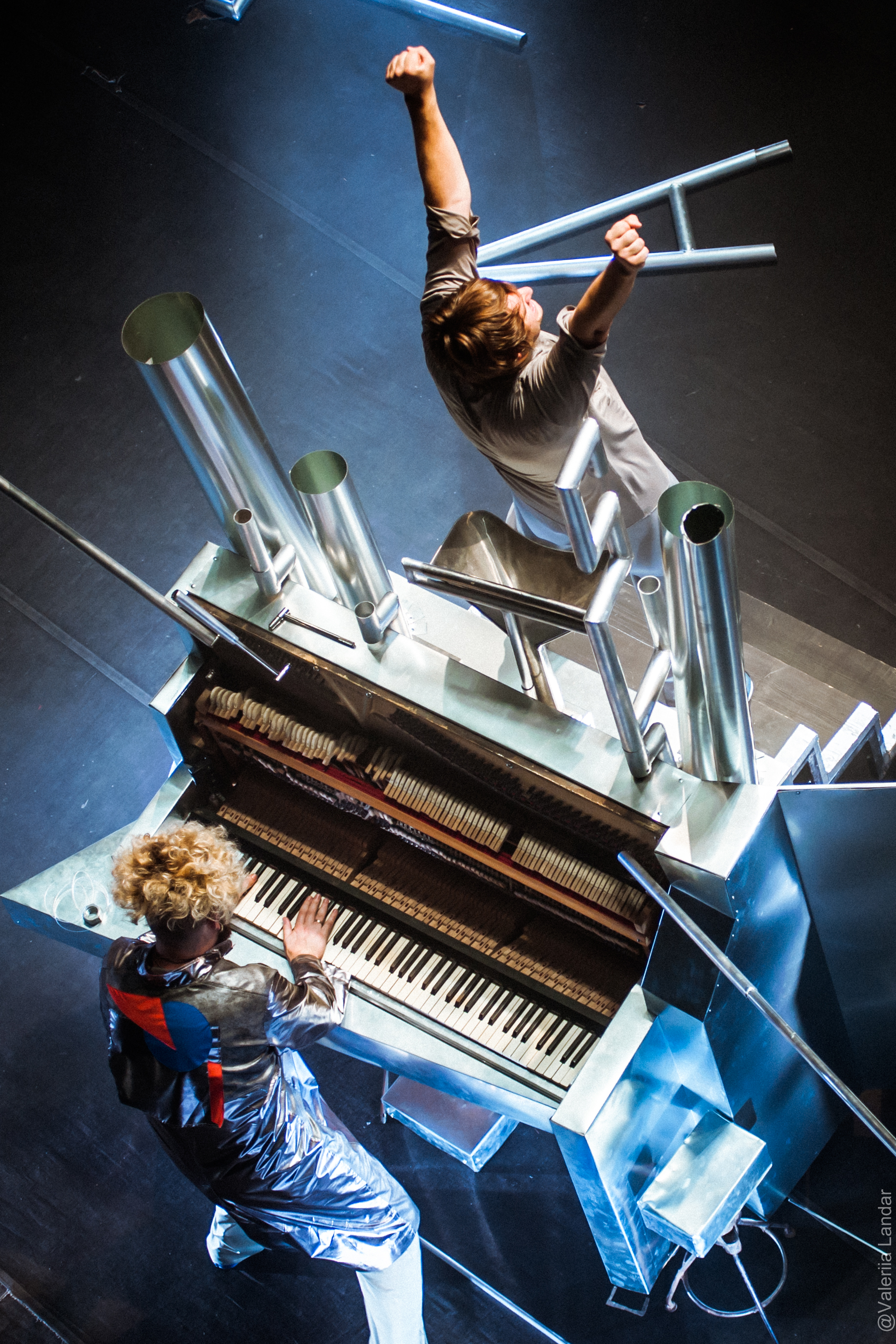
Роман Григорів та Ілля Разумейко, опера-антиутопія GAZ. Фото Валерія Ландар

### 2015—2020
Починаючи з 2015 року разом із композитором Іллею Разумейко починає працювати з формацією NOVA OPERA.
Упродовж театральних сезонів 2015-2019 композиторський дует створив та реалізував 8 оперних постановок, серед яких біблійна трилогія з режисером Владом Троїцьким IYOV — Babylon — ARK, сонОпера непрОсті (за лібрето Тараса Прохасько), trap-opera WOZZECK та футуристична опера AEROPHONIA (лібрето Юрія Іздрика) неоопера-жах HAMLET (режисер Ростислав Держипільский), та опера-антиутопія GAZ (режисер Вірляна Ткач).
В якості композитора та соліста формації NOVA OPERA виступав в Україні (фестиваль Гогольfest, Національна опера України, фестиваль LvivMozArt), Польщі (шекспірівський театр у Гданську, велика зала центру споткання культур у Любліні), Данії (Копенгаген), Македонії (Скоп'є, Македонська опера), Австрії (Скляна зала Віденської філармонії), Франції (зал Корто та собор Сен-Мері), Голландії (Роттердамські оперні дні) та США (Нью-Йорк, фестиваль сучасних опер Prototype, театр La Mama, церква св. Марії в Брукліні).
Восени 2018-го року опера-реквієм IYOV увійшла до ТОП-10 найкращих музично-театральних перформансів серед 436 претендентів з 55 країн за версією міжнародного конкурсу Music Theater Now.
У 2020 році Роман Григорів разом з Іллею Разумейком та Владом Троїцьким став лауреатом Національної премії України імені Тараса Шевченка в номінації «Театральне мистецтво» за оперу «Йов».
У 2023 році разом з Іллею Разумейко обраний одним із 15 лідерів у категорії «Культура» рейтингу «Список лідерів України УП-100» видання Українська правда.